# مسجد ملا محسن
مسجد ملا محسن مربوط به دوره صفوی - دوره قاجار است و در خمینی شهر، محله شمس‌آباد، خیابان شریعتی جنوبی، کوچه شهید آقائی واقع شده و این اثر در تاریخ ۲۴ اسفند ۱۳۸۳ با شمارهٔ ثبت ۱۱۵۸۲ به‌عنوان یکی از آثار ملی ایران به ثبت رسیده است.